# Eligio Vásquez
Eligio Vásquez – dominikański zapaśnik walczący w stylu klasycznym. Srebrny medalista igrzysk Ameryki Środkowej i Karaibów w 1986 roku.